# Anthurium stuebelii
Anthurium stuebelii är en kallaväxtart som beskrevs av Adolf Engler. Anthurium stuebelii ingår i släktet Anthurium och familjen kallaväxter. Inga underarter finns listade.